# Kindwiller
Kindwiller är en kommun i departementet Bas-Rhin i regionen Grand Est (tidigare regionen Alsace) i nordöstra Frankrike. Kommunen ligger i kantonen Niederbronn-les-Bains som tillhör arrondissementet Haguenau. År 2022 hade Kindwiller 648 invånare.

## Befolkningsutveckling
Antalet invånare i kommunen Kindwiller
| Referens: INSEE |